# I liga czechosłowacka w piłce nożnej mężczyzn
1. liga czechosłowacka (czes. Československá fotbalová liga, słow. Československá futbalová liga) była najwyższą klasą rozgrywkową w Czechosłowacji. Pierwsza edycja miała miejsce w 1925, a ostatnia w 1993.

## Historia
Nawet po organizacji oficjalnych mistrzostw w 1925 roku, w rozgrywkach najpierw brały udział tylko kluby z Pragi i środkowych Czech. Dopiero w sezonie 1929/30 do rozgrywek dołączyły zespoły z innych regionów Czech, w sezonie 1933/34 pierwszy zespół z Moraw, a w następnym sezonie 1934/35 zostały rozegrane w pełni ogólnokrajowe mistrzostwa Czechosłowacji (po raz pierwszy dołączyły słowackie zespoły).
W sezonie 1938/39, kiedy niemieckie wojska okupowały Czechosłowację, trwająca edycja (po 2 kolejkach) została przymusowo podzielona na mistrzostwa Czech i mistrzostwa Słowacji. Podzielone rozgrywki trwały 6 sezonów. Mistrzostwa Czech i Moraw wygrała czterokrotnie SK Slavia Praga i dwa razy AC Sparta Praga. Mistrzostwa Słowacji zostały zdominowane przez ŠK Slovan Bratysława, który w ciągu 5 lat zdobył 3 razy tytuł mistrza i 2 razy wicemistrza.
Od sezonu 1945/46 liga przyjęła stały format. Były tylko dwie zmiany formatu ligi – w 1948 roku na system wiosna-jesień, a w 1957 roku liga z powrotem wróciła do systemu jesienno-wiosennego, który jest używany w większości krajów europejskich.
Liga była zdominowana przez praskie kluby:
- Sparta Praga – 19 tytułów
- Dukla Praga – 11 tytułów
- Slavia Praga – 9 tytułów

## Oficjalne nazwy ligi
Czechosłowacja
1. asociační liga: 1925
Středočeská 1. liga: 1925/1926–1928/1929
1. asociační liga: 1929/1930–1933/1934
Státní liga: 1934/1935–1938/1939
Protektorat Czech i Moraw
Národní liga: 1939/1940–1943/1944
Republika Słowacka (osobno)
Slovenská pohárová súťaž: 1939/1940–1943/1944
Czechosłowacja
Státní liga: 1945/1946–1948
Celostátní mistrovství: 1949–1950
Mistrovství republiky: 1951–1952
Přebor republiky: 1953–1955
1. liga: 1956, 1957/1958–1992/1993

## Mistrzowie i pozostali medaliści
| Sezon                                   | K | K | T | Mistrz          | Wicemistrz      | III miejsce          | Br. | Król strzelców                                             | Uwagi     |
| Asociační liga                          |   |   |   |                 |                 |                      |     |                                                            |           |
| 1925                                    |   |   | 1 | Slavia Praga    | Sparta Praga    | Viktoria Žižkov      | 13  | Jan Vaník (Slavia Praga)                                   | 10 klubów |
| Středočeská 1. liga                     |   |   |   |                 |                 |                      |     |                                                            |           |
| 1925/1926                               |   |   | 1 | Sparta Praga    | Slavia Praga    | Viktoria Žižkov      | 32  | Jan Dvořáček (Sparta Praga)                                | 12 klubów |
| Kvalifikační soutěž Středočeské 1. ligy |   |   |   |                 |                 |                      |     |                                                            |           |
| 1927                                    |   |   | 2 | Sparta Praga    | Slavia Praga    | Bohemians 1905 Praga | 13  | Antonín Puč (Slavia Praga), Josef Šíma (Slavia Praga)      | 8 klubów  |
| Středočeská 1. liga                     |   |   |   |                 |                 |                      |     |                                                            |           |
| 1927/1928                               |   |   | 1 | Viktoria Žižkov | Slavia Praga    | Sparta Praga         | 12  | Karel Meduna (Viktoria Žižkov)                             | 7 klubów  |
| 1928/1929                               |   |   | 2 | Slavia Praga    | Viktoria Žižkov | Sparta Praga         | 13  | Antonín Puč (Slavia Praga)                                 | 7 klubów  |
| 1. asociační liga                       |   |   |   |                 |                 |                      |     |                                                            |           |
| 1929/1930                               |   |   | 3 | Slavia Praga    | Sparta Praga    | Viktoria Žižkov      | 15  | František Kloz (SK Kladno)                                 | 8 klubów  |
| 1930/1931                               |   |   | 4 | Slavia Praga    | Sparta Praga    | Bohemians 1905 Praga | 18  | Josef Silný (Sparta Praga)                                 | 8 klubów  |
| 1931/1932                               |   |   | 3 | Sparta Praga    | Slavia Praga    | Bohemians 1905 Praga | 16  | Raymond Braine (Sparta Praga)                              | 9 klubów  |
| 1932/1933                               |   |   | 5 | Slavia Praga    | Sparta Praga    | SK Pilzno            | 23  | Gejza Kocsis (Bohemians Praga)                             | 10 klubów |
| 1933/1934                               |   |   | 6 | Slavia Praga    | Sparta Praga    | SK Kladno            | 18  | Raymond Braine (Sparta Praga), Jiří Sobotka (Slavia Praga) | 10 klubów |
| Státní liga                             |   |   |   |                 |                 |                      |     |                                                            |           |
| 1934/1935                               |   |   | 7 | Slavia Praga    | Sparta Praga    | SK Żidenice          | 27  | František Svoboda (Slavia Praga)                           | 12 klubów |
| 1935/1936                               |   |   | 4 | Sparta Praga    | Slavia Praga    | SK Prostějov         | 42  | Vojtěch Bradáč (Slavia Praga)                              | 14 klubów |
| 1936/1937                               |   |   | 8 | Slavia Praga    | Sparta Praga    | SK Prostějov         | 28  | František Kloz (SK Kladno)                                 | 12 klubów |
| 1937/1938                               |   |   | 5 | Sparta Praga    | Slavia Praga    | SK Żidenice          | 22  | Josef Bican (Slavia Praga)                                 | 12 klubów |

Národní liga Čechy a Morava (1938 – 1944)
15 marca 1939 III Rzesza przekształciła Bohemię i Morawy w Protektorat Czech i Moraw.
| Sezon        | K | K | T  | Mistrz       | Wicemistrz   | III miejsce  | Br. | Król strzelców             | Uwagi     |
| Státní liga  |   |   |    |              |              |              |     |                            |           |
| 1938/1939    |   |   | 6  | Sparta Praga | Slavia Praga | SK Pardubice | 29  | Josef Bican (Slavia Praga) | 11 klubów |
| Národní liga |   |   |    |              |              |              |     |                            |           |
| 1939/1940    |   |   | 9  | Slavia Praga | Sparta Praga | SK Pardubice | 50  | Josef Bican (Slavia Praga) | 12 klubów |
| 1940/1941    |   |   | 10 | Slavia Praga | SK Pilzno    | SK Pardubice | 36  | Josef Bican (Slavia Praga) | 12 klubów |
| 1941/1942    |   |   | 11 | Slavia Praga | SK Prostějov | SK Pilzno    | 42  | Josef Bican (Slavia Praga) | 12 klubów |
| 1942/1943    |   |   | 12 | Slavia Praga | Sparta Praga | SK Baťa Zlín | 38  | Josef Bican (Slavia Praga) | 12 klubów |
| 1943/1944    |   |   | 7  | Sparta Praga | Slavia Praga | SK Baťa Zlín | 57  | Josef Bican (Slavia Praga) | 14 klubów |

Slovenská pohárová súťaž (1939 – 1944)
Niepodległość Słowacji była proklamowana 14 marca 1939 na polecenie Adolfa Hitlera. W tym też czasie kluby słowackie organizowały mistrzostwa Słowacji.
| Sezon                                                 | K | K | T | Mistrz                   | Wicemistrz           | III miejsce          | Br. | Król strzelców | Uwagi     |
| Mistrzostwo Słowacji (słow. Slovenská pohárová súťaž) |   |   |   |                          |                      |                      |     |                |           |
| 1939                                                  |   |   | 1 | Sparta Považská Bystrica | ŠK Bratislava        | MŠK Žilina           |     |                | 9 klubów  |
| 1939/1940                                             |   |   | 1 | ŠK Bratislava            | AC Považská Bystrica | MŠK Žilina           |     |                | 12 klubów |
| 1940/1941                                             |   |   | 2 | ŠK Bratislava            | FC Vrútky            | AC Považská Bystrica |     |                | 12 klubów |
| 1941/1942                                             |   |   | 3 | ŠK Bratislava            | FC Vrútky            | MŠK Žilina           |     |                | 12 klubów |
| 1942/1943                                             |   |   | 1 | OAP Bratysława           | ŠK Bratislava        | AC Považská Bystrica |     |                | 12 klubów |
| 1943/1944                                             |   |   | 4 | ŠK Bratislava            | OAP Bratysława       | TŠS Trnava           |     |                | 12 klubów |

Československá fotbalová liga (1945 – 1993)
| Sezon                                 | K | K | T  | Mistrz                 | Wicemistrz           | III miejsce          | Br. | Król strzelców                                                       | Uwagi                                  |
| Státní liga                           |   |   |    |                        |                      |                      |     |                                                                      |                                        |
| 1944/1945                             |   |   |    |                        |                      |                      |     |                                                                      | zawieszone z powodu II wojny światowej |
| 1945/1946                             |   |   | 8  | Sparta Praga           | Slavia Praga         |                      | 31  | Josef Bican (Slavia Praga)                                           | 20 klubów, 2gr.+finał                  |
| 1946/1947                             |   |   | 13 | Slavia Praga           | Sparta Praga         | SK Kladno            | 43  | Josef Bican (Slavia Praga)                                           | 14 klubów                              |
| 1947/1948                             |   |   | 9  | Sparta Praga           | Slavia Praga         | Slovan TJ Bratysława | 21  | Jaroslav Cejp (Sparta Praga)                                         | 11 klubów                              |
| Celostátní československé mistrovství |   |   |    |                        |                      |                      |     |                                                                      |                                        |
| 1949                                  |   |   | 1  | Slovan TJ Bratysława   | Sparta Praga         | Bohemians 1905 Praga | 28  | Ladislav Hlaváček (Slavia Praga)                                     | 14 klubów                              |
| 1950                                  |   |   | 2  | Slovan TJ Bratysława   | Sparta Praga         | Bohemians 1905 Praga | 22  | Josef Bican (FC Vítkovice)                                           | 14 klubów                              |
| Mistrovství československé republiky  |   |   |    |                        |                      |                      |     |                                                                      |                                        |
| 1951                                  |   |   | 3  | Slovan TJ Bratysława   | Sparta Praga         | MFK Košice           | 16  | Josef Majer (Gottwaldov Zlín), Alois Jaroš (Vodotechna Teplice)      | 14 klubów                              |
| 1952                                  |   |   | 10 | Sparta Praga           | Slovan TJ Bratysława | Ingstav Teplice      | 20  | Miroslav Wiecek (Baník Ostrawa)                                      | 14 klubów                              |
| Přebor československé republiky       |   |   |    |                        |                      |                      |     |                                                                      |                                        |
| 1953                                  |   |   | 1  | Dukla Praga            | Sparta Praga         | Inter Bratysława     | 13  | Josef Majer (Baník Kladno)                                           | 14 klubów                              |
| 1954                                  |   |   | 11 | Sparta Praga           | Baník Ostrawa        | Inter Bratysława     | 15  | Jiří Pešek (Sparta Praga)                                            | 12 klubów                              |
| 1955                                  |   |   | 4  | Slovan TJ Bratysława   | Dukla Praga          | Sparta Praga         | 19  | Emil Pažický (Jiskra Žilina)                                         | 12 klubów                              |
| 1. československá fotbalová liga      |   |   |    |                        |                      |                      |     |                                                                      |                                        |
| 1956                                  |   |   | 2  | Dukla Praga            | Slovan TJ Bratysława | Sparta Praga         | 15  | Milan Dvořák (Dukla Praga), Miroslav Wiecek (Baník Ostrawa)          | 12 klubów                              |
| 1957/1958                             |   |   | 3  | Dukla Praga            | Sparta Praga         | Inter Bratysława     | 25  | Miroslav Wiecek (Baník Ostrawa)                                      | 12 klubów                              |
| 1958/1959                             |   |   | 1  | Inter Bratysława       | Dukla Praga          | Slavia Praga         | 20  | Miroslav Wiecek (Baník Ostrawa)                                      | 14 klubów                              |
| 1959/1960                             |   |   | 1  | Spartak Hradec Králové | Slovan TJ Bratysława | Dukla Praga          | 18  | Michal Pucher (Slovan Nitra)                                         | 14 klubów                              |
| 1960/1961                             |   |   | 4  | Dukla Praga            | Inter Bratysława     | Slovan TJ Bratysława | 17  | Ladislav Pavlovič (Tatran Preszów), Rudolf Kučera (Dukla Praga)      | 14 klubów                              |
| 1961/1962                             |   |   | 5  | Dukla Praga            | Slovan Nitra         | Inter Bratysława     | 24  | Adolf Scherer (ČH Bratislava)                                        | 14 klubów                              |
| 1962/1963                             |   |   | 6  | Dukla Praga            | Jednota Trenčín      | Baník Ostrawa        | 19  | Karol Petroš (Tatran Preszów)                                        | 14 klubów                              |
| 1963/1964                             |   |   | 7  | Dukla Praga            | Slovan TJ Bratysława | Tatran Preszów       | 21  | Ladislav Pavlovič (Tatran Preszów)                                   | 14 klubów                              |
| 1964/1965                             |   |   | 12 | Sparta Praga           | Tatran Preszów       | VSS Košice           | 21  | Pavol Bencz (Jednota Trencin)                                        | 14 klubów                              |
| 1965/1966                             |   |   | 8  | Dukla Praga            | Sparta Praga         | Slavia Praga         | 15  | Ladislav Michalík (Baník Ostrawa)                                    | 14 klubów                              |
| 1966/1967                             |   |   | 13 | Sparta Praga           | Slovan TJ Bratysława | Spartak Trnawa       | 21  | Jozef Adamec (Spartak Trnawa)                                        | 14 klubów                              |
| 1967/1968                             |   |   | 1  | Spartak Trnawa         | Slovan TJ Bratysława | Jednota Trenčín      | 18  | Jozef Adamec (Spartak Trnawa)                                        | 14 klubów                              |
| 1968/1969                             |   |   | 2  | Spartak Trnawa         | Slovan TJ Bratysława | Sparta Praga         | 20  | Ladislav Petráš (Dukla Bańska Bystrzyca)                             | 14 klubów                              |
| 1969/1970                             |   |   | 5  | Slovan TJ Bratysława   | Spartak Trnawa       | Sparta Praga         | 16  | Jozef Adamec (Spartak Trnawa)                                        | 16 klubów                              |
| 1970/1971                             |   |   | 3  | Spartak Trnawa         | VSS Košice           | Union Teplice        | 16  | Zdeněk Nehoda (Gottwaldov Zlín), Jozef Adamec (Spartak Trnawa)       | 16 klubów                              |
| 1971/1972                             |   |   | 4  | Spartak Trnawa         | Slovan TJ Bratysława | Dukla Praga          | 19  | Ján Čapkovič (Slovan Bratysława)                                     | 16 klubów                              |
| 1972/1973                             |   |   | 5  | Spartak Trnawa         | Tatran Preszów       | VSS Košice           | 21  | Ladislav Józsa (Lokomotiva Košice)                                   | 16 klubów                              |
| 1973/1974                             |   |   | 6  | Slovan TJ Bratysława   | Dukla Praga          | Slavia Praga         | 17  | Přemysl Bičovský (Union Teplice), Ladislav Józsa (Lokomotiva Košice) | 16 klubów                              |
| 1974/1975                             |   |   | 7  | Slovan TJ Bratysława   | Inter Bratysława     | Bohemians 1905 Praga | 20  | Ladislav Petráš (Inter Bratysława)                                   | 16 klubów                              |
| 1975/1976                             |   |   | 1  | Baník Ostrawa          | Slovan TJ Bratysława | Slavia Praga         | 21  | Dušan Galis (VSS Košice)                                             | 16 klubów                              |
| 1976/1977                             |   |   | 9  | Dukla Praga            | Inter Bratysława     | Slavia Praga         | 18  | Ladislav Józsa (Lokomotiva Košice)                                   | 16 klubów                              |
| 1977/1978                             |   |   | 1  | 1. FC Brno             | Dukla Praga          | Lokomotiva Košice    | 20  | Karel Kroupa (Zbrojovka Brno)                                        | 16 klubów                              |
| 1978/1979                             |   |   | 10 | Dukla Praga            | Baník Ostrawa        | 1. FC Brno           | 17  | Zdeněk Nehoda (Dukla Praga), Karel Kroupa (Zbrojovka Brno)           | 16 klubów                              |
| 1979/1980                             |   |   | 2  | Baník Ostrawa          | 1. FC Brno           | Bohemians 1905 Praga | 18  | Verner Lička (Baník Ostrawa)                                         | 16 klubów                              |
| 1980/1981                             |   |   | 3  | Baník Ostrawa          | Dukla Praga          | Bohemians 1905 Praga | 16  | Marián Masný (Slovan Bratysława)                                     | 16 klubów                              |
| 1981/1982                             |   |   | 11 | Dukla Praga            | Baník Ostrawa        | Bohemians 1905 Praga | 15  | Peter Herda (Slavia Praga), Ladislav Vízek (Dukla Praga)             | 16 klubów                              |
| 1982/1983                             |   |   | 1  | Bohemians 1905         | Baník Ostrawa        | Sparta Praga         | 17  | Pavel Chaloupka (Bohemians Praga)                                    | 16 klubów                              |
| 1983/1984                             |   |   | 14 | Sparta Praga           | Dukla Praga          | Bohemians 1905 Praga | 20  | Verner Lička (Baník Ostrawa)                                         | 16 klubów                              |
| 1984/1985                             |   |   | 15 | Sparta Praga           | Bohemians 1905 Praga | Slavia Praga         | 21  | Ivo Knoflíček (Slavia Praga)                                         | 16 klubów                              |
| 1985/1986                             |   |   | 1  | Vítkovice Ostrawa      | Sparta Praga         | Dukla Praga          | 19  | Stanislav Griga (Sparta Praga)                                       | 16 klubów                              |
| 1986/1987                             |   |   | 16 | Sparta Praga           | Vitkovice Ostrawa    | Bohemians 1905 Praga | 25  | Václav Daněk (Baník Ostrawa)                                         | 16 klubów                              |
| 1987/1988                             |   |   | 17 | Sparta Praga           | Dukla Praga          | DAC Dunajská Streda  | 24  | Milan Luhový (Dukla Praga)                                           | 16 klubów                              |
| 1988/1989                             |   |   | 18 | Sparta Praga           | Baník Ostrawa        | Plastika Nitra       | 25  | Milan Luhový (Dukla Praga)                                           | 16 klubów                              |
| 1989/1990                             |   |   | 19 | Sparta Praga           | Baník Ostrawa        | Inter Bratysława     | 20  | Ľubomír Luhový (Inter Bratysława)                                    | 16 klubów                              |
| 1990/1991                             |   |   | 20 | Sparta Praga           | Slovan Bratysława    | Sigma Ołomuniec      | 17  | Roman Kukleta (Sparta Praga)                                         | 16 klubów                              |
| 1991/1992                             |   |   | 8  | Slovan Bratysława      | Sparta Praga         | Sigma Ołomuniec      | 27  | Peter Dubovský (Slovan Bratysława)                                   | 16 klubów                              |
| 1992/1993                             |   |   | 21 | Sparta Praga           | Slavia Praga         | Slovan Bratysława    | 24  | Peter Dubovský (Slovan Bratysława)                                   | 16 klubów                              |

## Statystyka
| Lp. | Klub                   | Miejsca na podium | Miejsca na podium | Miejsca na podium | Zwycięskie sezony                                                            |    |   | |
| --- | ---------------------- | ----------------- | ----------------- | ----------------- | ---------------------------------------------------------------------------- | -- | - | --- |
| Lp. | Klub                   | 1.                | AC Sparta Praga   | 21                | Zwycięskie sezony                                                            | 18 | 7 | 1926, 1927, 1932, 1936, 1938, 1939, 1944, 1946, 1948, 1952, 1954, 1965, 1967, 1984, 1985, 1987, 1988, 1989, 1990, 1991, 1993 |
| 2.  | Slavia Praga           | 13                | 11                | 6                 | 1925, 1929, 1930, 1931, 1933, 1934, 1935, 1937, 1940, 1941, 1942, 1943, 1947 |    |   | |
| 3.  | Dukla Praga            | 11                | 7                 | 3                 | 1953, 1956, 1958, 1961, 1962, 1963, 1964, 1966, 1977, 1979, 1982             |    |   | |
| 4.  | ŠK Slovan Bratysława   | 8                 | 10                | 3                 | 1949, 1950, 1951, 1955, 1970, 1974, 1975, 1992                               |    |   | |
| 5.  | Spartak Trnawa         | 5                 | 1                 | 1                 | 1968, 1969, 1971, 1972, 1973                                                 |    |   | |
| 6.  | Baník Ostrawa          | 3                 | 6                 | 1                 | 1976, 1980, 1981                                                             |    |   | |
| 7.  | Inter Bratysława       | 1                 | 3                 | 5                 | 1959                                                                         |    |   | |
| 8.  | Bohemians 1905 Praga   | 1                 | 1                 | 11                | 1983                                                                         |    |   | |
| 9.  | Zbrojovka Brno         | 1                 | 1                 | 4                 | 1978                                                                         |    |   | |
| 10. | Viktoria Žižkov        | 1                 | 1                 | 3                 | 1928                                                                         |    |   | |
| 11. | TJ Vítkovice Ostrawa   | 1                 | 1                 | 0                 | 1986                                                                         |    |   | |
| 12. | Spartak Hradec Králové | 1                 | 0                 | 0                 | 1960                                                                         |    |   | |
| 13. | Tatran Preszów         | 0                 | 2                 | 1                 |                                                                              |    |   | |
| 14. | SK Prostějov           | 0                 | 1                 | 2                 |                                                                              |    |   | |
| 14. | VSS Košice             | 0                 | 1                 | 2                 |                                                                              |    |   | |